# 太平妙準
太平妙準（たいへい みょうじゅん）は、鎌倉時代の臨済宗仏光派、のち仏国派の禅僧。

## 経歴・人物
建治2年（1276年）生まれ。下野の人。俗姓は平氏。幼年にして下野雲巌寺の高峰顕日に、鎌倉円覚寺と建長寺で約翁徳倹に師事し、高峰顕日の法を嗣ぐ。高峰顕日の没後、第2代住持として雲巌寺に住し、のち鎌倉浄智寺の住持をつとめた。嘉暦2年（1327年）閏9月24日示寂。世寿52歳。浄智寺内の高峰の塔所正統庵に合わせて塔じられた。
　最も長く高峰顕日に随侍した第一の高足であった。同じく高峰の法嗣である一歳年上の夢窓疎石と非常に親しく、元応元年（1319年）雲巌寺の住持を辞す際、後任として夢窓を推挙する。覚海円成尼の命で土佐吸江庵より相模に戻って来て勝栄寺に仮寓していた夢窓を自ら複数回訪れて要請し、覚海円成尼もそれに尽力したが夢窓は固辞し、不首尾に終わった。夢窓は、太平が亡くなると、その骨器の銘を撰文自刻し、浄智寺に太平の独自の塔として正源庵を新建するなど、太平の恩に報いた。夢窓による骨壺の銘で、示寂日と世寿が判明した。
　法嗣の大喜法忻着賛の貞治2年（1363年）作の「太平妙準像」が雲巌寺に現存する。